# رايت آر-790 ويرل ويند
رايت آر 790 ويرل ويند هي فئة محركات طائرات شعاعية، مكونة من 9 أسطوانات وتُبرد بالهواء. صُنعت بواسطة شركة رايت للطيران.
كانت سعة هذه المحركات 790 بوصة مكعبة (12.9 لتر)، بينما بلغت قدراتها حوالي 200 حصان (150 كيلو وات). كانت هذه المحركات هي المحركات الأولى من فئة رايت ويرل ويند.

## التصميم والتطوير
كان محرك أر-790 ويرل ويند في الأصل محرك لورانس جيه-1 ‏، المحرك الشعاعي ذو الأسطوانات التسعة والمبُرد بالهواء، والذي صنعته شركة لورانس لمحركات الطائرات ‏ لصالح الأسطول الأمريكي.
كان الأسطول متحمس جداً للمحركات المبردة بالهواء، والذي اعتقد أنها مناسبة لاستخداماته أكثر من المحركات المبردة بالسائل.
كانت لورانس شركة صغيرة، ولذلك شك الأسطول في قدرتها على إنتاج محركات كافية لاحتياجاتهم. كانت شركة رايت وشركة كيرتس للطائرات والمحركات أكبر شركتين لمحركات الطائرات في الولايات المتحدة، وكانا راضيين عن محركاتهم المبردة بسائل ولم يُظهرا أي اهتمام لتصنيع محركات مبردة بالهواء، بالرغم من إلحاح الأسطول.
كان الأسطول مشتري كبير لمحركات رايت، ولذلك قرر أن يحرك القضية بالاقتراح على شركة رايت أن تشتري محرك لورانس ثم تصنع محرك جيه-1 بنفسها، كما أبلغ الشركة أن الأسطول لن يشتري بعد أيا من محركات رايت الموجودة أو قطع الغيار.
أُجبرت رايت على شراء محرك لورانس في عام 1923 للحفاظ على عملها مع الأسطول، وأنتجت محرك لورانس جيه-1 كمحرك رايت جيه-1.

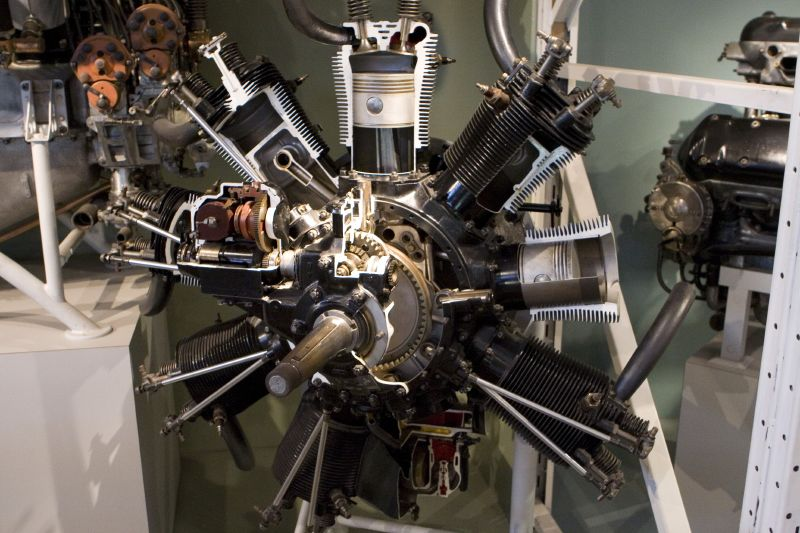
قطاع جزئي لمحرك رايت جيه-4 بي في متحف كندا للطيران.

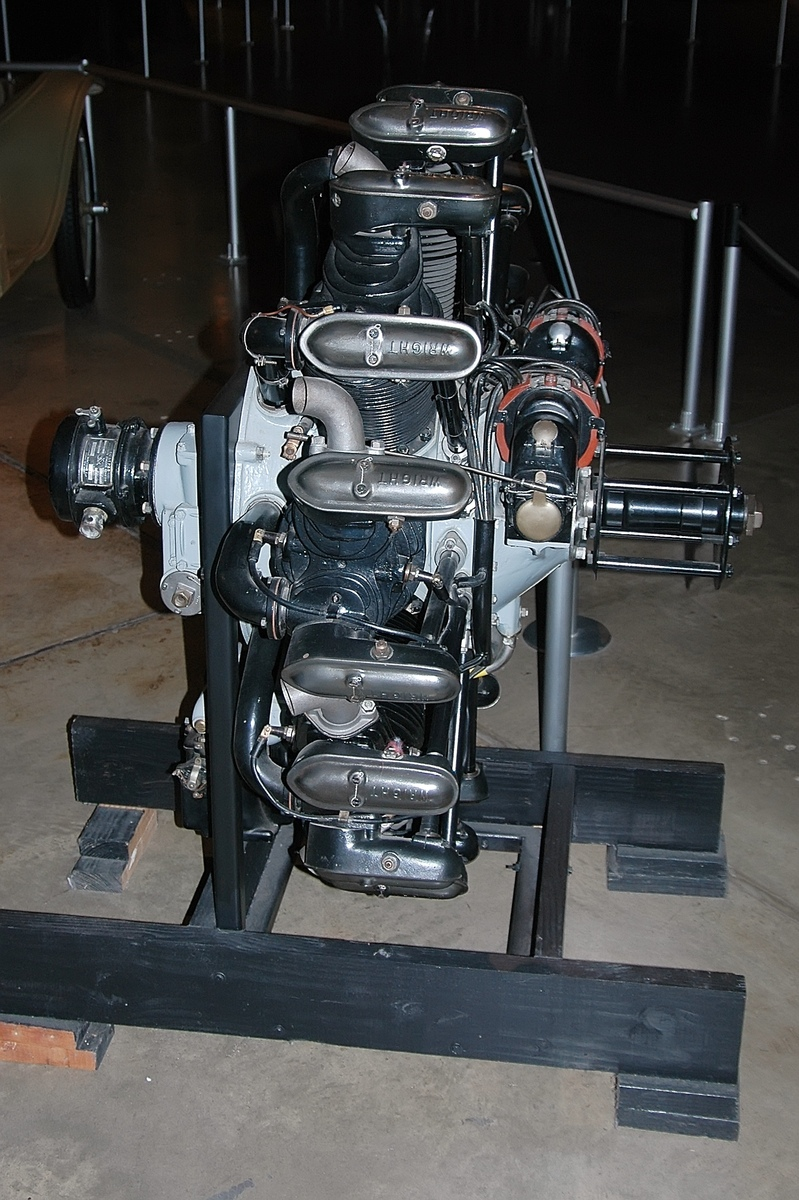
قطاع جانبي لمحرك أر-790 (جيه-5) الموجود في متحف القوات الجوية الأمريكية.

اندمجت شركة لورانس مع رايت بحلول الوقت، وكانت قد صنعت محرك جيه-2 والذي كان نسخة أكثر قدرة من جيه-1 مع زيادة طفيفة في قطر الأسطوانة والسعة. قررت لورانس بالرغم من ذلك، أن محرك جيه-1 كبير بدرجة كافية ولذلك لم يدخل جيه-2 مرحلة الإنتاج، ولم يُصنع منه سوى نموذجين.
طورت رايت محرك جيه-1 على مدار العامين التاليين، فقدمت جيه-3 ثم جيه-4 ثم جيه-4 ايه وجيه-4 بي. حسنت التغييرات فعالية المحرك والتبريد واستهلاك الوقود، وظلت أبعاد التصميم الأساسي والأداء ثابتين دون تغيير. كان محرك جيه-4 أول محرك يحمل اسم ويرل ويند، ولم تحمل المحركات السابقة سوى الاسم التمييزي فقط.
ظهر جيه-5 ويرل ويند في عام 1925 بإعادة تصميم شاملة للمحرك، الذي تحسن تبريده وسحبه للهواء بدرجة كبيرة، بالإضافة إلى زيادة فعاليته وخفض استهلاكه للوقود. كما كان هناك فصل كبير بين الصمامات للسماح بتدفق المزيد من الهواء لتبريد أفضل، بالإضافة لاحتوائه على أعمدة دفع و أذرع هزازة (انظر: محرك ذو صمام علوي) مغلقة بالكامل، بدلاً من تلك المكشوفة في المحركات المبكرة.
قامت الحكومة الأمريكية لاحقاً بتسمية محرك جيه-5 ويرل ويند باسم أر-790، لكن لم تُستخدم هذه التسمية مع المحركات الأقدم.
احتوت جميع هذه المحركات على أسطوانات بقطر 4.5 بوصة (11.4 سم)، وشوط 5.5 بوصة (14 سم)، وسعة بلغت 788 بوصة مكعبة (12.91 لتر).
أشار كاتب تقرير عن الطائرات العابرة للقارات في عام 1928، أن تكلفة طائرة تجارية نموذجية ذات خمسة مقاعد تبلغ 12500 دولار، منها 5000 دولار لأحد محركات ويرل ويند المتاحة آنذاك والتي تتراوح قدرتها بين 200 إلى 350 حصان.
كان جيه-5 آخر محركات ويرل ويند ذات الأسطوانات التسعة، واستُبدل في عام 1928 بمحرك ويرل ويند جيه-7 ذو الأسطوانات السبع.

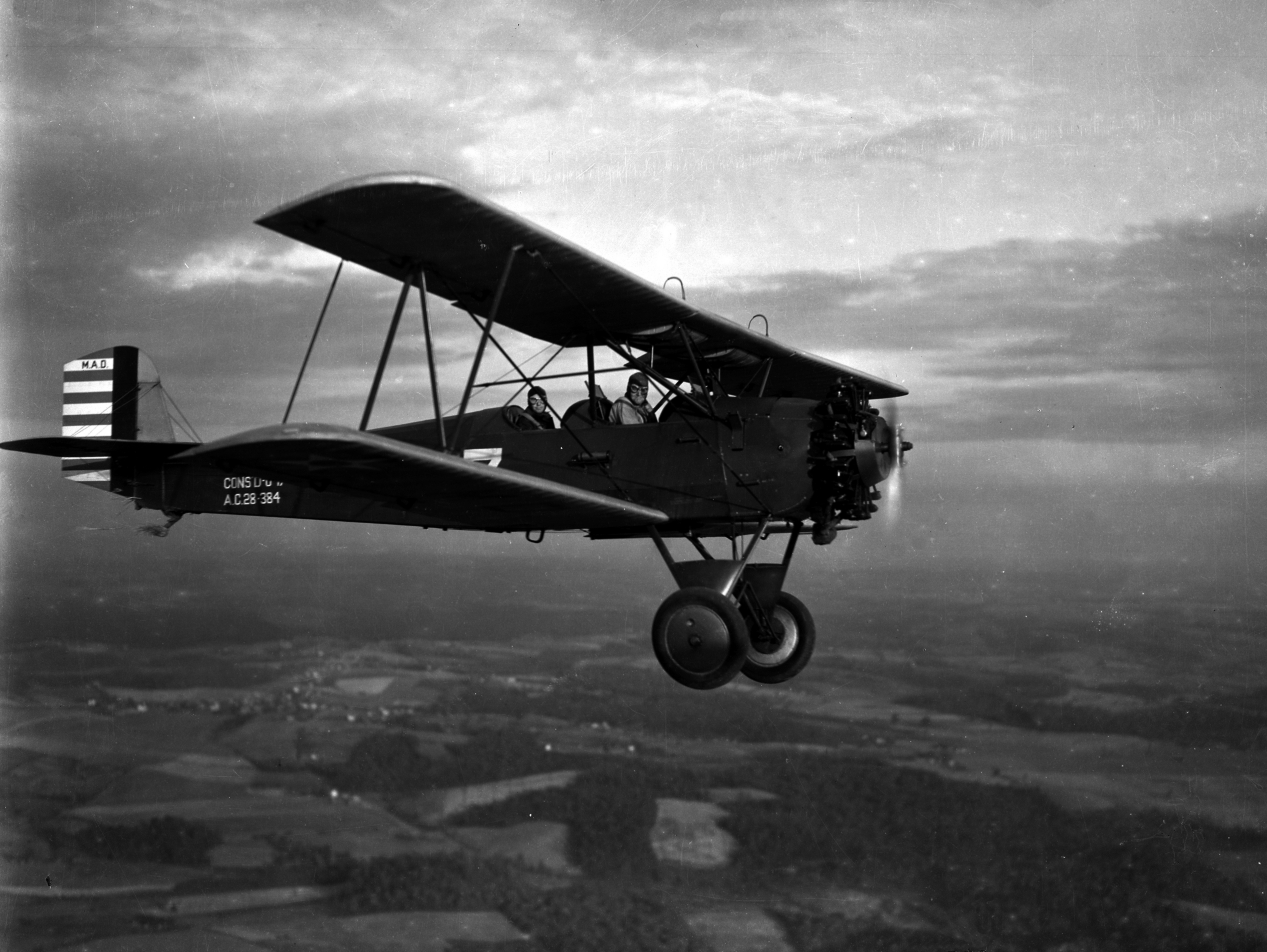
كونسوليداتيد أو 17 كورير

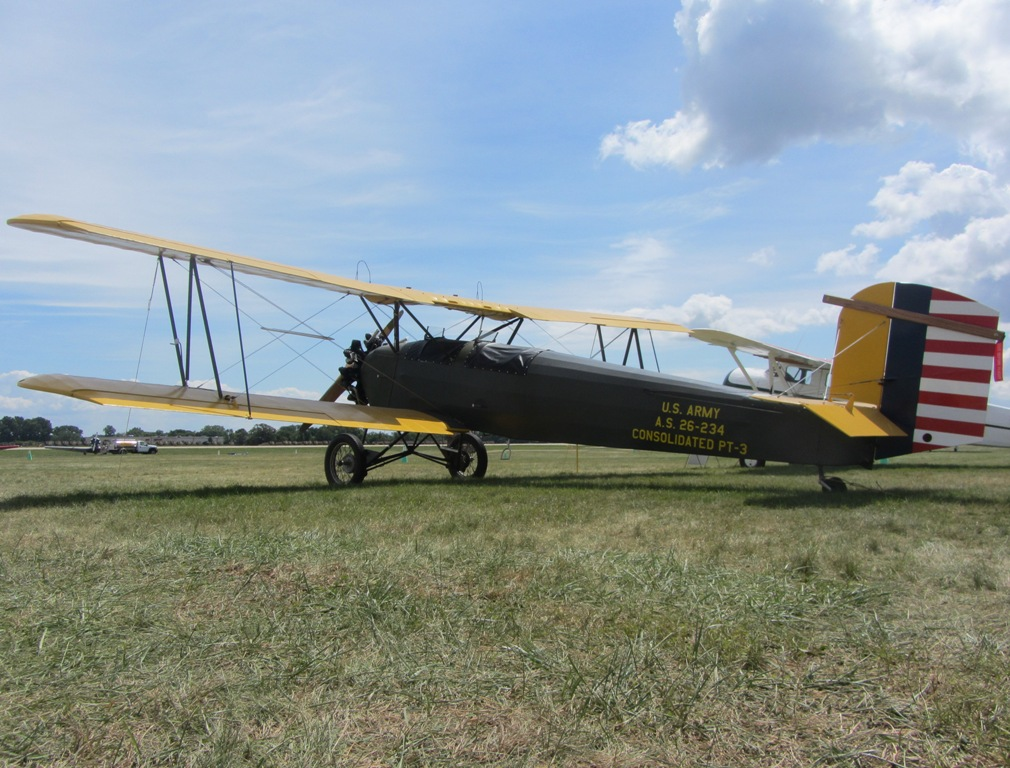
كونسوليداتيد بي تي-3

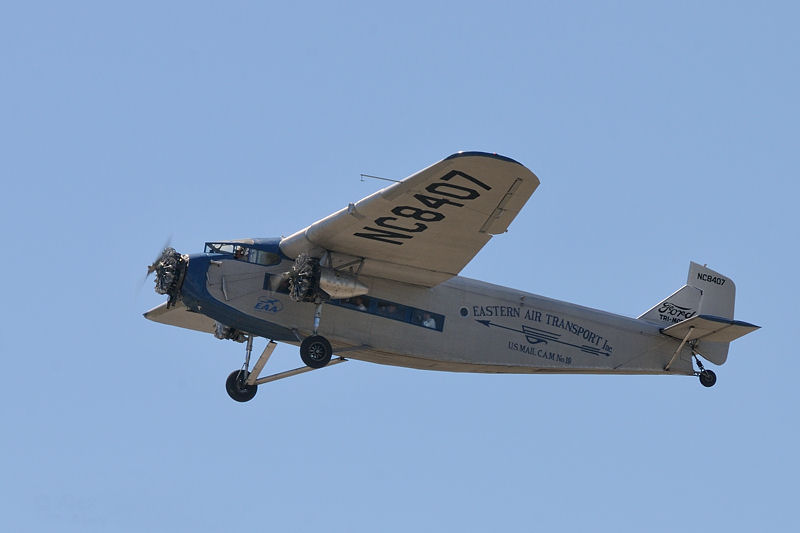
فورد ثلاثية المحرك 4 ايه تي

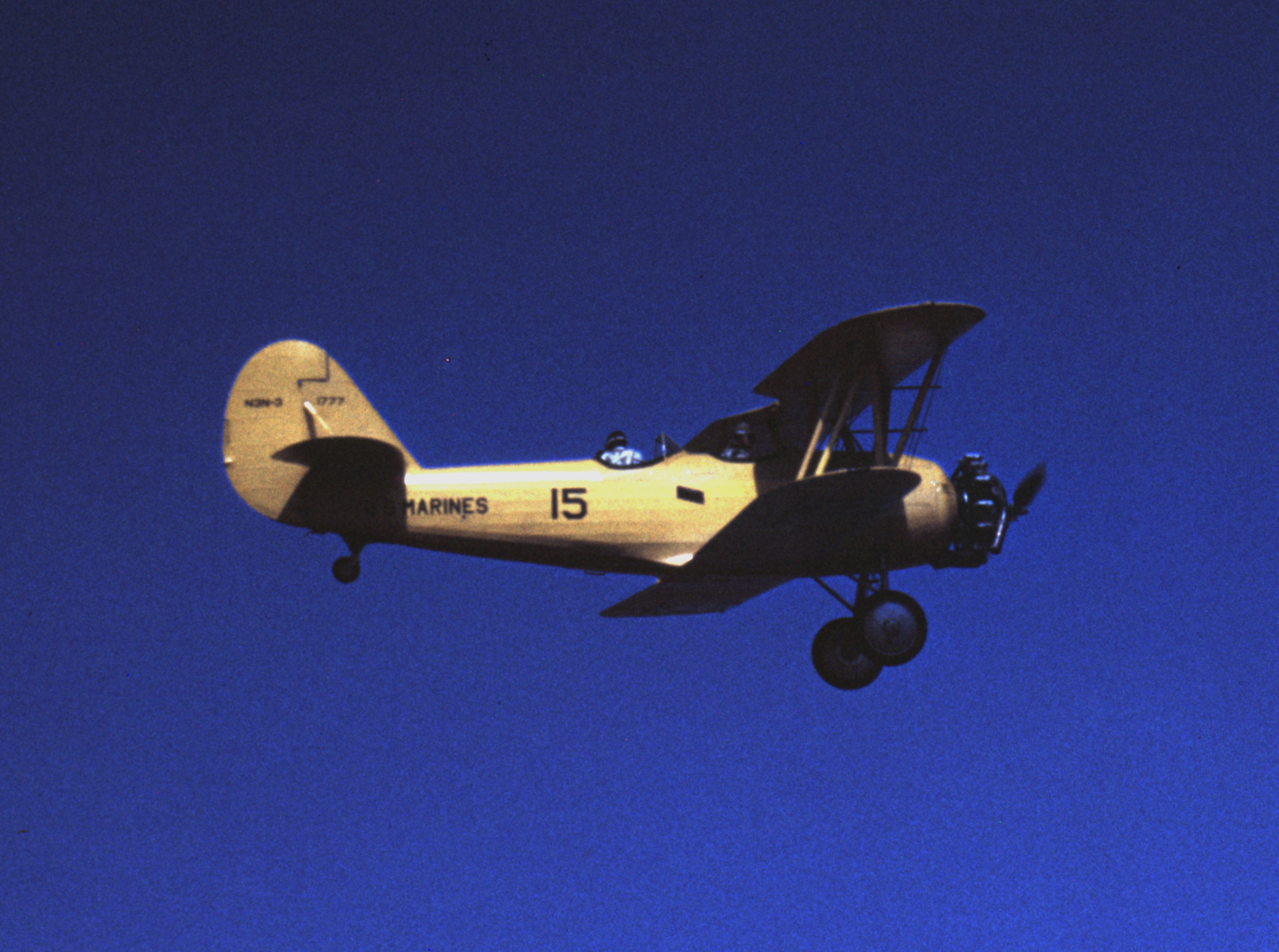
نافال اير فاكتوري إن 3 إن

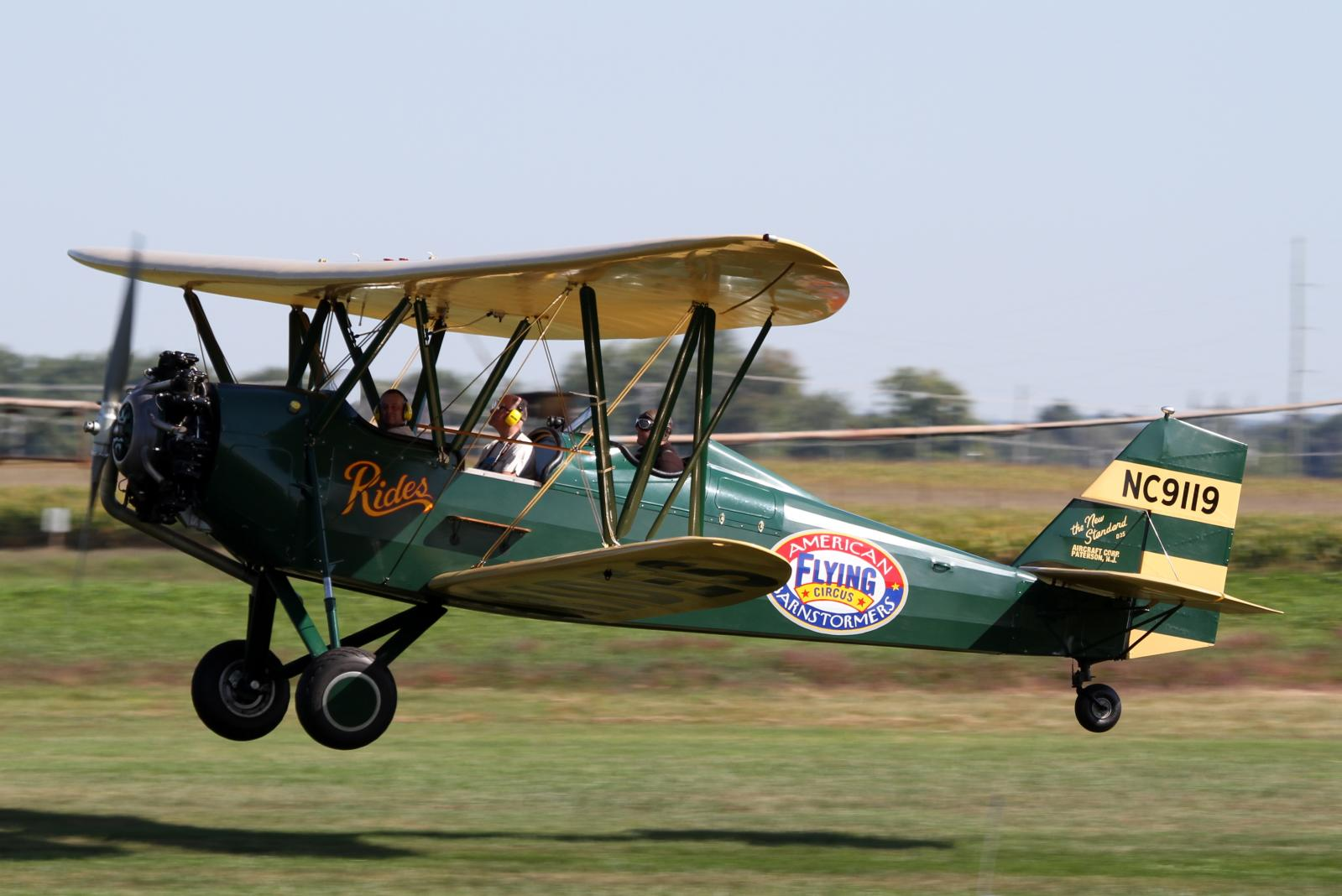
نيو استندرد دي-25

## التاريخ التشغيلي
استُخدمت العديد من محركات ويرل ويند في طائرات الأسطول الأمريكي، وغالباً في طائرات التدريب، لكن بعضها استُخدم أيضاً في طائرات المراقبة والطائرات المقاتلة.
توسع استخدام المحركات في طائرات التدريب الأمريكية والطائرات المدنية، واشتملت على طرازات من فوكر ثلاثية المحرك وفورد ثلاثية المحرك، وذلك مع تحسن المحركات وانتشار سمعتها الحسنة عن تزايد فعاليتها.
قادت فعالية محركات جيه-5 ويرل ويند الطيارين إلى استخدامهم في العديد من رحلات التحمل وتسجيل المسافات الجوية. تُعد رحلة تشارلز لندبرج الجوية العابرة للأطلسي من مدينة نيويورك إلى باريس أشهر رحلة من هذه الرحلات، واستمرت من 20 إلى 21 مايو عام 1927، واستخدم طائرة اسبريت اس تي لويس المشغلة بمحرك ويرل ويند جيه-5 سي.
عمل المحرك لمدة 33.5 ساعة متواصلة خلال رحلة لندبرج، وأعطى ذلك سمعة ممتازة لمحرك ويرل ويند.
تشتمل القائمة التالية على بعض من الرحلات الجوية الطويلة التي أُجريت بطائرات مشغلة بمحرك جيه-5 ويرل ويند:
- قام تشارلز تشامبرلن وبيرت أكوستا برحلة تحمل جوية استغرقت 51 ساعة و11 دقيقة و25 ثانية، وذلك باستخدام طائرة رايت بيلانسا دبليو بي-2 مشغلة بمحرك واحد، وحلقت فوق مدينة نيويورك في أبريل عام 1927.
- طار تشامبرلن وتشارلز ليفين بدون توقف من مدينة نيويورك إلى مدينة أيسليبن الألمانية، وذلك بطائرة رايت بيلانسا من 4 إلى 6 يونيو عام 1927، واستغرقت الرحلة الجوية 42.5 ساعة.
- تمت أول رحلة جوية ناجحة من الولايات المتحدة إلى هاواي بواسطة ألبرت فرانسيس هيجينبرجر وليستر ميتلاند في طائرة فوكر سي-2 المسماة بطائر الجنة، وذلك من أوكلاند في كاليفورنيا إلى هونولولو في هاواي من 28 إلى 29 يونيو عام 1927، واستغرقت 25 ساعة و50 دقيقة.
- قام السير تشارلز كينجزفورد سميث بأول رحلة جوية عبر المحيط الهادئ، في طائرة فوكر ثلاثية المحرك من أوكلاند إلى بريزبان في أستراليا مع توقفه في هاواي وفيجي. استمرت الرحلة من 31 مايو إلى 9 يونيو عام 1928.
- أُجريت رحلة تحمل جوية استغرقت 150 ساعة و40 دقيقة و14 ثانية بواسطة طياري الجيش الأمريكي، باستخدام طائرة فوكر سي-2 ايه كويسشن مارك  [لغات أخرى]‏ فوق جنوب كاليفورنيا من 1 إلى 7 يناير 1929.
أُعيد تزويد الطائرة بالوقود وهي في الجو، وانتهت الرحلة فقط بتعطل أحد أعمدة دفع الصمامات في أحد المحركات.

فاز تشارلز إل لورانس الذي طور فئة ويرل ويند الأصلية والذي أصبح رئيساً لشركة رايت، بدرع كولير عن أعماله على محركات الطائرات الشعاعية المبردة بالهواء.

## طرازات صُنعت بموجب ترخيص
صُنع جيه-5 ويرل ويند في فرنسا بواسطة هيسبانو سويسا.
أُنتج جيه-5 ويرل ويند في بولندا أيضاً بموجب ترخيص بواسطة العديد من الصانعين. كان من بين هؤلاء الصانعين بولسكي زاكلادي سكودي، الفرع البولندي من شركة أعمال سكودا ‏، والتي صنعت حوالي 350 إلى 400 محرك من عام 1929 إلى 1931، والشركة البولندية أفيا التي صنعت ما يزيد عن 300 محرك من عام 1935 إلى 1938.
استُخدم محركات جيه-5 البولندية الصنع في الكثير من الطائرات البولندية، التي كان معظمها طائرات تدريب عسكرية وطائرات مراقبة وطائرات اتصال.

## الطرازات
- جيه-1: لورانس جيه-1 الذي صُنع بواسطة شركة رايت للطيران في عام 1923.
- جيه-3: أول طراز مطور من رايت عام 1923.
- جيه-4: نسخة مطورة من المحرك عام 1924، وكانت أول ما سُميَ باسم «ويرل ويند».
- جيه-4 ايه وجيه-4 بي: نسخ مطورة من جيه-4.
- جيه-5 (أر-790): تصميم جديد بالكامل مع تطور في الأداء والفعالية، عام 1924.

## التطبيقات

### الطائرات الأمريكية
- بوينج إن بي
- بوهل فريرفيل سي ايه-3 ايرستر (جيه-4)
- بوهل فريرفيل  سي ايه-3 ايرستر (جيه-5)
- كونسوليداتيد إن واي
- كونسوليداتيد أو 17 كورير
- كونسوليداتيد بي تي-3
- كيرتس بي-1 هاوك (كيرتس ايه تي-5 هاوك)
- كيرتس فليدلينج (إن 2 سي 1)
- فيرتشايلد إف سي-2
- فوكر إف السابعة
- فوكر يونيفيرسال
- فورد ثلاثية المحرك 4 ايه تي
- كيستون برونتو
- لوكهيد فيجا
- نافال اير فاكتوري إن 3 إن
- نيو استندرد دي-25
- بيكتيرن ميلوينج
- ريان بروغام (بي-1)
- اسبريت اوف اس تي لويس
- بوينج ستيرمان نموذج 75
- ستيرمان سي 2 (سي 2 بي)
- ستيرمان سي 3 (سي 3 بي)
- ستنسون دترويتر (اس بي-1 واس إم-1)
- ستنسون جونيور (اس إم-2 ايه بي)
- سوالو نيو سوالو
- تكساس تمبل ايرو سي-4
- تكساس تمبل كومرشيال وينج
- ترافل اير 2000
- ترافل اير 3000
- ترافل اير 4000
- فوغت إف يو
- واكو 10

### الطائرات البولندية المستخدمة للمحركات البولندية الصنع

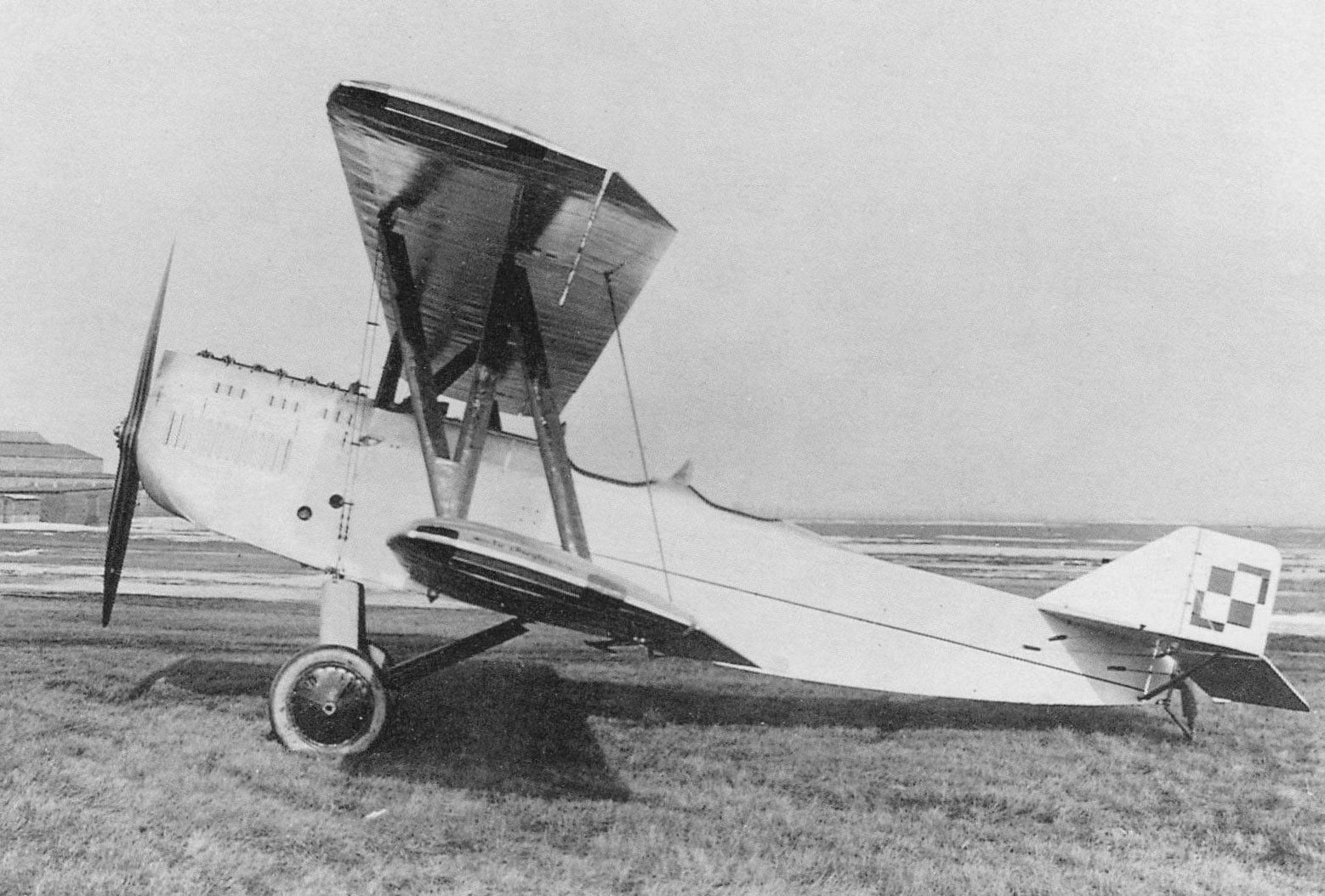
بارتل بي إم-5

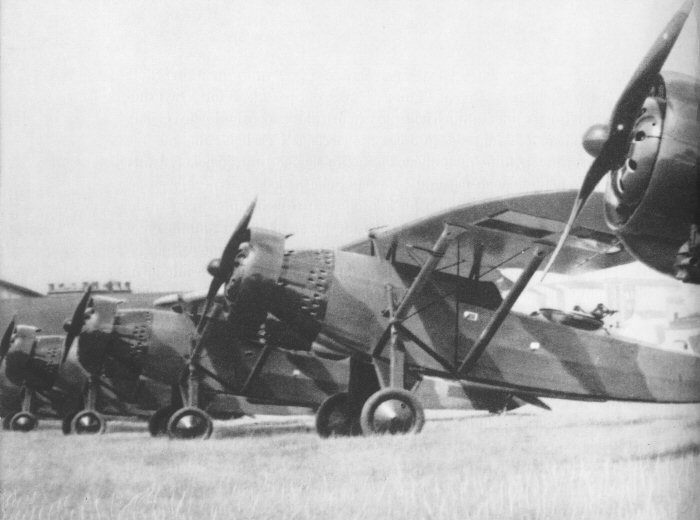
لبلن أر-13

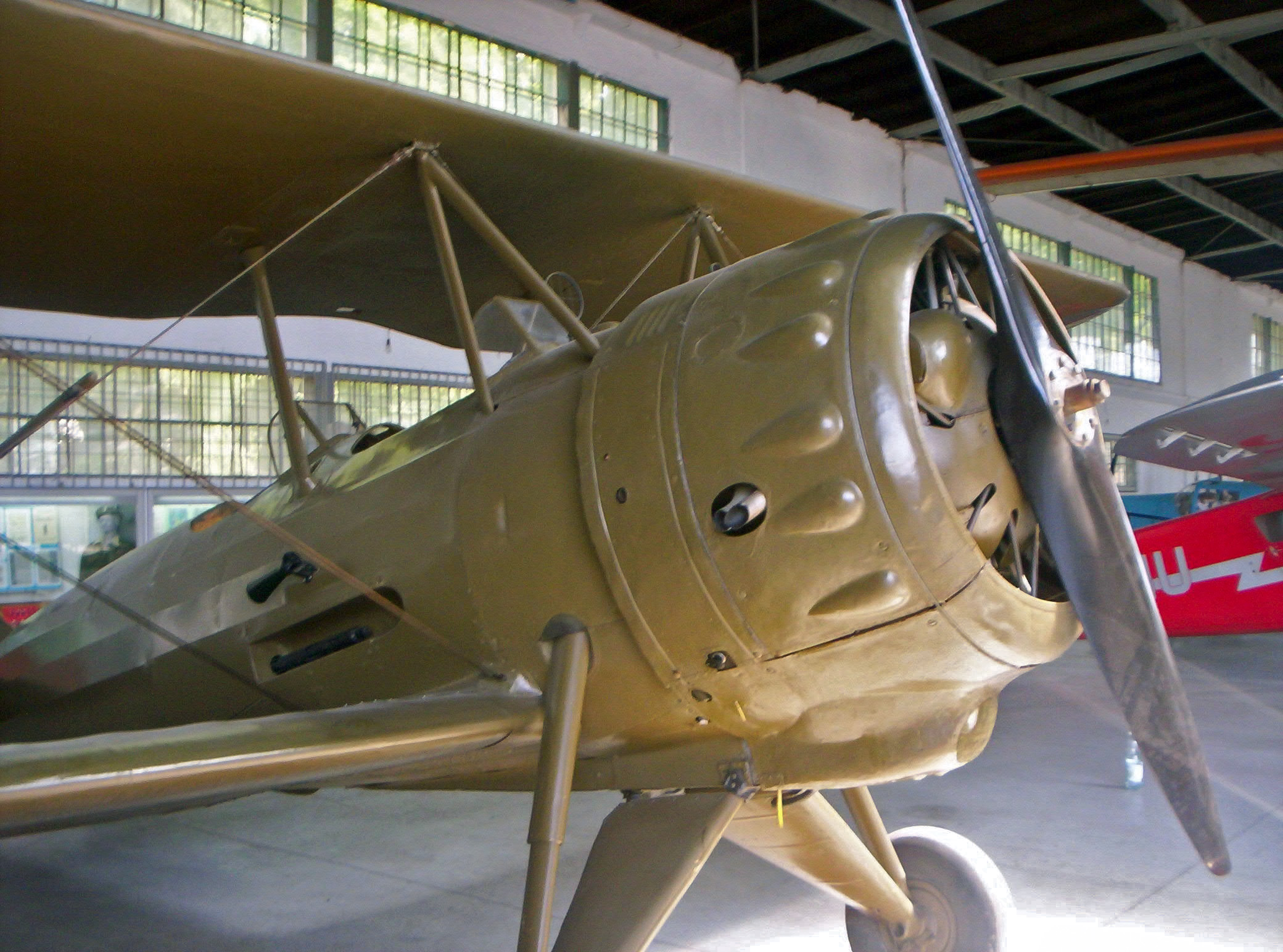
بي دبليو اس-26

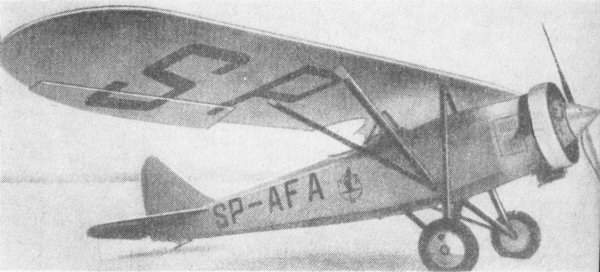
بزل إل 2

- بارتل بي إم-5
- لبلن أر-13
- بي دبليو اس-18
- بي دبليو اس-26
- بزل إل 2

### طائرات من بلاد أخرى
- هينكل إتش دي 20
- نيوبورت-ديلاج نيد 640

## محركات معروضة
تُعرض محركات جيه-5 ويرل ويند (أو المحركات العسكرية المكافئة لمحرك أر-790) في بعض المتاحف مثل:
- متحف الطيران والفضاء الوطني في واشنطن العاصمة.[5]
- متحف القوات الجوية الأمريكية بالقرب من دايتون في أوهايو.[6][7][8]
- المتحف الوطني لطيران الأسطول بالقرب من بينساكولا في فلوريدا.[9]
- متحف أي ايه ايه ايرفينشر في أوشكوش في ويسكونسن.[10]
- مطار رهينبك القديم  [لغات أخرى]‏  في رهينبك في نيويورك.[11]

تُعرض المحركات أيضاً في مطار سان فيرانسيسكو الدولي في محظة الوصول الدولية. يصعب إيجاد محركات ويرل ويند قديمة معروضة.
يحتوي المتحف الوطني لأسطول الطيران على محركين جيه-4، أحدهما عبارة عن قطاع محرك. يحتوي متحف إنجلترا الجديدة الجوي ‏ في ويندسور لوكس في كونيتيكت على محرك لورانس جيه-1.

## المواصفات (أر-790 ويرل ويند جيه-5)

### مواصفات عامة
- النوع: محرك طائرة شعاعي مكون من 9 أسطوانات. محرك تنفس طبيعي ويُبرد بالهواء.
- قطر الأسطوانة: 114 مم.
- الشوط: 140 مم.
- سعة المحرك: 12.91 لتر.
- الطول: 86 إلى 102 سم.
- القطر: 114 سم.
- الوزن الصافي: 236 كجم.

### المكونات
- سلسة صمامات: صمامان لكل أسطوانة، ويتم تشغيلهم بواسطة أعمدة دفع.
- نوع الوقود: وقود ذو رقم أوكتان 50

### الأداء
- القدرة الناتجة: 220 حصان (164 كيلو وات) عند 2000 دورة/دقيقة.
- كثافة القدرة: 0.279 حصان/بوصة مكعبة (12.7 كيلو وات/لتر).
- نسبة الانضغاط: 1:5.1
- نسبة القدرة إلى الوزن: 0.423 حصان/باوند (0.696 كيلو وات/كجم).

## مزيد من القراءة
- McCutcheon, Kimble D., Wright J-5 "Whirlwind" (PDF), retrieved 2008-09-01. A detailed technical article on the Whirlwind's history and development up to the J-5, from the Aircraft Engine Historical Society.
- "The Wright J-5 'Whirlwind': An American Engine Which Has Made History", Flight, XIX (24), pp. 390–392, June 16, 1927. A contemporary technical article on the features and performance of the J-5.